# Feurat Alani
Feurat Alani est un journaliste, grand reporter français d’origine irakienne né le 5 décembre 1980 à Paris. Il est également écrivain.
Il est lauréat du prix Albert-Londres en 2019 pour son livre Le Parfum d’Irak.

## Biographie
Né en France de parents irakiens, Feurat a vécu une partie de sa jeunesse dans l'une des dix-huit tours de la cité Pablo Picasso de Nanterre,, où il réside toujours, chez sa mère, quand il vient en France. Son père Amir Alani, opposant politique à Saddam Hussein, est décédé en 2019 et il lui a dédié son prix Albert-Londres.
Il commence sa carrière journalistique en 2003 après avoir découvert les bombardements américains en Irak à la télévision. Étudiant en journalisme, ces images précipitent son départ pour Bagdad où il réalise ses premiers reportages en immersion dans sa famille. Il devient alors correspondant pour I-Télé, Ouest France, La Croix, Le Point et Le Soir.
En 2008, il retourne à Paris pour collaborer avec l’équipe de L’Effet Papillon de Canal + à l’agence CAPA. Il réalise des reportages en Irak, aux États-Unis, en Égypte, en Algérie et au Maroc.
En 2010, il fonde sa propre société de production, Baozi Prod et retourne à Fallujah. Son enquête Irak: les enfants sacrifiés de Fallujah, sur les conséquences de l'usage massif de bombes à l'uranium appauvri est primée dans plusieurs festivals. Il a régulièrement collaboré avec le journal Le Monde Diplomatique, le site web Orient XXI et le magazine Géo,,. Il collabore depuis 2012 avec Arte Reportage et Arte Regards, et depuis 2021 avec Mediapart sur des enquêtes au long cours,.

## Filmographie

### Web-série documentaire
- 2018 : Le Parfum d'Irak[14]

### Web documentaire
- 2013 : Irak - 10 ans, 100 regards, Arte[15],[16]

### Documentaires
- 2024 : Le parfum d'Irak le film, 90 minutes (Arte)
- 2020 : Irak, destruction d’une Nation, France 5 (producteur exécutif)
- 2014 : Palestine/Israel/Pakistan/USA, High Value Target, Al Jazeera
- 2013 : Roadtrip Iraq, Al Jazeera
- 2011 : Irak : les enfants sacrifiés de Fallujah[17], Special Investigation, Canal +
- 2010 : Halal : les dessous d'un business, Special Investigation, Canal +

### Reportages
- 2007 : Falloujah, le réveil des tribus, L'Effet Papillon, Canal +
- 2008 : Good Morning Baghdad, L'Effet Papillon, Canal +
- 2008 : Dans ton culte, Algérie, L'Effet Papillon, Canal +
- 2009 : Tous ensemble, le foot en Irak, L'Effet Papillon, Canal +
- 2010 : Maroc, Zéro de conduite, L’Effet Papillon
- 2012 : Dearborn: préjugés en chaîne, L’Effet Papillon, Canal +
- 2012 : Irak: le pays des veuves, Arte
- 2012 : Traîtres en Irak, Arte
- 2013 : L'Irak par la route, Arte
- 2013 : L’Irak, à bord du Kia, Al Jazeera news arabic et Arte
- 2013 : Carnet de route en Irak, Al Jazeera news arabic
- 2014 : Afghanistan, L'envol d'une femme afghane, Arte
- 2015 : Égypte, Dieu est humour, L’Effet Papillon
- 2016 : Mauritanie, les vertus d'un mal, Arte
- 2016 : Abou Dhabi, Clean City, L'Effet Papillon, Canal+
- 2017 : Kazakhstan, le retour de la mer d'Aral, France 24
- 2017 : Libye : les gardiens du patrimoine, Arte[18]
- 2019 : Sénégal : pilleurs des mers, Arte[19]
- 2021 : Tunisie, le jasmin a-t-il fané ?, Arte (Producteur)
- 2022 : Sauve qui peut ! L'exode massif des médecins tunisiens, Arte (Producteur)
- 2023 : Chypre, les oubliés du covid, Arte Regards (Producteur)
- 2025 : Gaza, l'impossible journalisme, Arte Reportage[20]

## Publications
- Le Parfum d’Irak[21], Éditions Nova/Arte éditions, octobre 2018
- Falloujah, ma campagne perdue, Les escales / Steinkis, mars 2019
- The Money man[22], La revue dessinée en collaboration avec Mediapart, novembre 2021
- Je me souviens de Falloujah[23], Éditions JC Lattès, 1er mars 2023
- Pour qui travaillent les journalistes ?[24], Éditions de L'aube, octobre 2023
- I remember Fallujah, The other press, septembre 2024

## Distinctions
- Lauréat du prix du jury étudiant du festival War on Screen pour Le parfum d'Irak (Arte)
- Lauréat du prix de la littérature arabe 2023 pour Je me souviens de Falloujah (JC Lattès)
- Lauréat du prix Senghor du premier roman 2023 pour Je me souviens de Falloujah (JC Lattès)
- Lauréat du prix Amerigo-Vespucci 2023 pour Je me souviens de Falloujah (JC Lattès)
- Finaliste du prix Marcel Pagnol 2023 pour Je me souviens de Falloujah (JC Lattès)
- Lauréat du prix du roman Version Femina 2023 pour Je me souviens de Falloujah (JC Lattès)
- Finaliste du Goncourt du premier roman 2023 pour Je me souviens de Falloujah (JC Lattès)
- Nomination au sein de l'ordre national du Mérite au grade de chevalier[25]
- Sélection de "Falloujah, ma campagne perdue" au premier prix littéraire des Inrockuptibles dans la catégorie BD[26].
- Nomination de "Falloujah, ma campagne perdue" au Prix Centre - Val de Loire au Festival BD BOUM de Blois. 2020.
- Prix Albert-Londres du livre 2019 pour Le Parfum d’Irak[27]
- Sélectionné au Prix de l'Impact (Figra) pour Irak, les enfants sacrifiés de Fallujah
- Prix de la meilleure enquête au festival de journalisme Scoop Grand Lille pour Irak, les enfants sacrifiés de Fallujah
- Prix des détenus de la maison d'arrêt de Douai au festival de journalisme Scoop Grand Lille pour Irak, les enfants sacrifiés de Fallujah
- Prix du comité international de la Croix-Rouge au festival du film de Monte-Carlo pour Irak, les enfants sacrifiés de Fallujah
- Prix des Droits de l'Homme au festival d'Al-Jazeera (Qatar) pour Irak, les enfants sacrifiés de Fallujah
- Prix du public et du jury au festival du documentaire de Khouribga (Maroc) pour Irak, les enfants sacrifiés de Fallujah